# Місьйонес (Парагвай)
Місьйонес (ісп. Misiones ісп. вимова: [miˈsjo.nes]) — департамент у південній частині Парагваю, займає територію в 9556 км². Населення — 101 783 чол. (2002), адміністративний центр — місто Сан-Хуан-Баутіста.

## Географія
Південний кордон департаменту утворює річка Парана, що є важливим водним шляхом регіону. Північну межу утворює річка Тебікуарі. Територія регіону відносно рівна і плоска.

## Адміністративний поділ
В адміністративному відношенні поділяється на 10 округів:

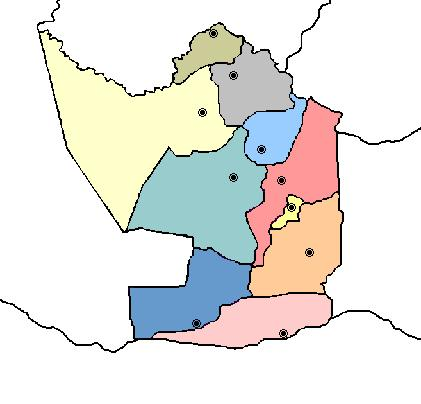
Округи департаменту Місьйонес.

| №  | Округу                                | Площа, км² | Населення, чол. (2002) |
| -- | ------------------------------------- | ---------- | ---------------------- |
| 1  | Айолас (Ayolas)                       | 1060       | 15219                  |
| 2  | Сан-Ігнасіо (San Ignacio)             | 2020       | 50468                  |
| 3  | Сан-Хуан-Баутіста (San Juan Bautista) | 2300       | 16 563                 |
| 4  | Сан-Мігель (San Miguel)               | 540        | 5253                   |
| 5  | Сан-Патрісіо (San Patricio)           | 190        | 3570                   |
| 6  | Санта-Марія (Santa María)             | 520        | 7385                   |
| 7  | Санта-Роса (Santa Rosa)               | 1010       | 17612                  |
| 8  | Сантьяго (Santiago)                   | 740        | 6753                   |
| 9  | Вілья-Флорида (Villa Florida)         | 196        | 2576                   |
| 10 | Ябебірі (Yabebyry)                    | 984        | 2854                   |

## Економіка

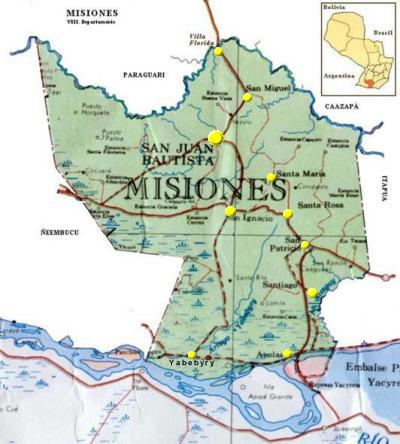

Розвинене розведення великої рогатої худоби, є також свинарство, вівчарство і птахівництво, хоча і в меншій мірі. Сільськогосподарські угіддя розташовані в основному в центральній і північній частинах департаменту, основні культури: кукурудза, рис, цукрова тростина, соя, апельсини та ін.